# 金バウィ駅
金バウィ駅（クンバウィえき）は朝鮮民主主義人民共和国咸鏡北道清津市青岩区域に位置する朝鮮民主主義人民共和国鉄道省平羅線の駅である。

## 歴史
- 1945年2月1日：青岩駅として開業[1]。
- 日時不明：金バウィ駅に改称。
- 1965年6月10日：当駅 - 羅津駅間が開業[2]。